# Mirian I d'Ibèria
Mirian o Mirvan I d'Ibèria fou el tercer rei d'Ibèria del Caucas de la dinastia anomenada Farnabàzida (o Kartlòsida pel seu origen a la regió de Kartli)
Era gendre de Saurmag o Sauromaces I i encara que fou adoptat com a fill de fet va fundar una nova dinastia que fou anomenada Nebròtida o Nemròdida, ja que el nou sobirà apareix qualificat a les cròniques com Nebrot'iani (ნებროთიანი), que vol dir "de l'estirp de Nimrod" que sembla era un terme genèric aplicat a tots els nobles iranians. Cyril Toumanoff pensa que podria ser un Oròntida o un Mihrànida. Devia ser jove quan Saurmag va morir perquè consta que va regnar uns cinquanta anys (vers 162-112 o 159-112 aC, les primeres dates provenen de les cròniques georgianes i les segones de l'estimació de Cyril Toumanoff.)
Durant el seu regnat el rei selèucida Antíoc VII va recuperar temporalment Mesopotàmia als arsàcides parts vers el 130. També consta que hauria combatut una invasió de muntanyencs a la regió de Kakhètia i hauria fortificat el pas de Daryal. Hauria afavorit el culte a les deïtats Ainina i Danina.
Mirian I va designar successor al seu fill Farnadjom I (o Parnadjom I). Va deixar també una filla que fou esposa del futur rei Artàxies I.